# Músculo abductor del meñique (pie)
Para el músculo de la mano, Vea Abductor del meñique (mano)
El Abductor del meñique (Abductor minimi digiti, Abductor digiti quinti) es un músculo que proviene del borde lateral del pie, y se encuentra relacionado con las arterias y nervios del borde del pie.
Surge de la apófisis lateral de la tuberosidad lateral del hueso calcáneo. Desde la cara profunda aparecen 2 procesos tuberculares, la parte anterior desde el proceso medial, de la aponeurosis plantar, y desde el septo intermuscular entre este y el músculo flexor corto de los dedos. 
Este tendón, después de superponerse a la faceta suave en la cara baja de la base del quinto metatarso, es insertado, con el músculo flexor corto del quinto dedo, dentro del lado fibular de la base de la primera falange del meñique del pie.
En casos de polidactilia, el sexto dedo es regido por este músculo.

## Galería

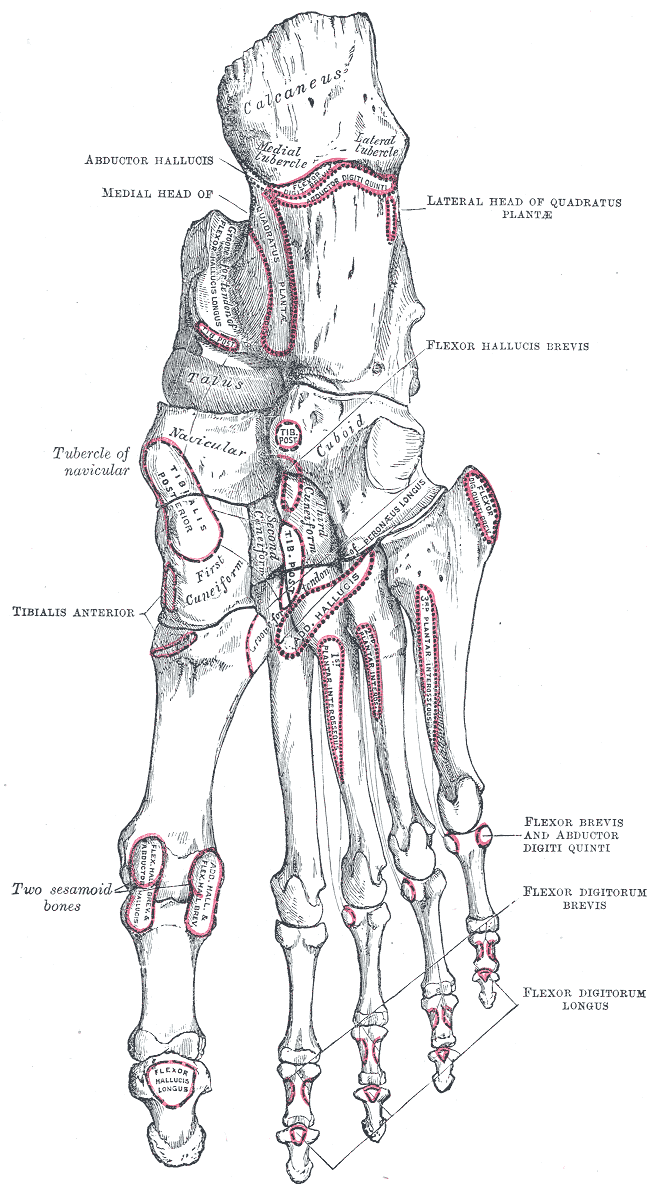
Huesos del pie derecho, vista superficial
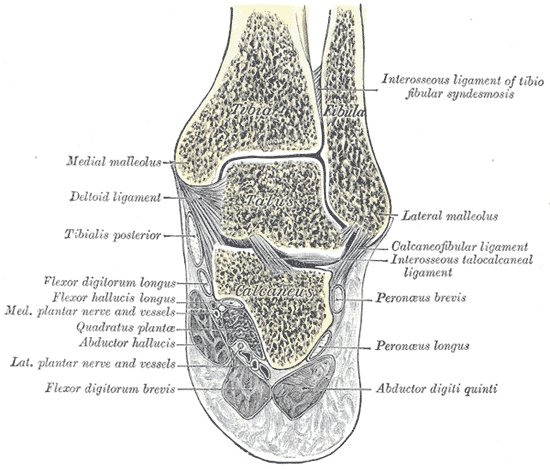
Sección coronal del pie derecho; articulación talocrural y talocalcaneal

- Datos: Q1089155
- Multimedia: Abductor digiti minimi muscles of feet / Q1089155